# 31 (číslo)
Třicet jedna ( Třicet jedna) je přirozené číslo. Následuje po číslu třicet a předchází číslu třicet dva. Řadová číslovka je třicátý první nebo jednatřicátý. Římskými číslicemi se zapisuje XXXI.

## Matematika
Třicet jedna je
- Mersennovo prvočíslo (25–1)
- spojeno s dokonalým číslem 496, protože 496 = 25–1 (25–1)
- spolu s číslem 29 prvočíselnou dvojicí
- příznivé číslo

## Chemie
- 31 je atomové číslo gallia

## Ostatní
- počet dnů v lednu, březnu, květnu, červenci, srpnu, říjnu a prosinci
- +31 je mezinárodní telefonní předvolba Nizozemska

## Roky
- 31
- 31 př. n. l.
- 1931